# Zhang Kexin (freestyleskiester)
Zhang Kexin (5 juni 2002) is een Chinese freestyleskiester. Ze vertegenwoordigde ze haar vaderland op de Olympische Winterspelen 2018 in Pyeongchang.

## Carrière
Bij haar wereldbekerdebuut, in februari 2017 in Mammoth Mountain, werd Zhang gediskwalificeerd. In september 2017 scoorde de Chinese, met een negende plaats in Cardrona, haar eerste wereldbekerpunten. Op 8 december 2017 stond ze in Copper Mountain voor de eerste maal in haar carrière op het podium van een wereldbekerwedstrijd. Twee weken later, op 22 december, boekte Zhang in Secret Garden haar eerste wereldbekerzege. Tijdens de Olympische Winterspelen van 2018 in Pyeongchang eindigde de Chinese als negende in de halfpipe.
Op de wereldkampioenschappen freestyleskiën 2019 in Park City eindigde ze als achtste in de halfpipe.

## Resultaten

### Olympische Spelen
| Jaar | Plaats      | Resultaten  |
| ---- | ----------- | ----------- |
| 2018 | Pyeongchang | 9e Halfpipe |

### Wereldkampioenschappen
| Jaar | Plaats    | Resultaten  |
| ---- | --------- | ----------- |
| 2019 | Park City | 8e Halfpipe |

### Wereldbeker
Eindklasseringen
| Seizoen   | Algm | HP    |
| --------- | ---- | ----- |
| 2017/2018 | 15e  | Brons |
| 2018/2019 | 15e  | Brons |
| 2019/2020 | 9e   | Brons |

Wereldbekerzeges
| Datum            | Plaats        | Onderdeel |
| ---------------- | ------------- | --------- |
| 22 december 2017 | Secret Garden | Halfpipe  |
| 20 december 2018 | Secret Garden | Halfpipe  |
| 7 september 2019 | Cardrona      | Halfpipe  |